# Paraphausis eximia
Paraphausis eximia is een keversoort uit de familie glimwormen (Lampyridae). De wetenschappelijke naam van de soort werd voor het eerst geldig gepubliceerd in 1949 door Green.